# Almanach du père Gérard

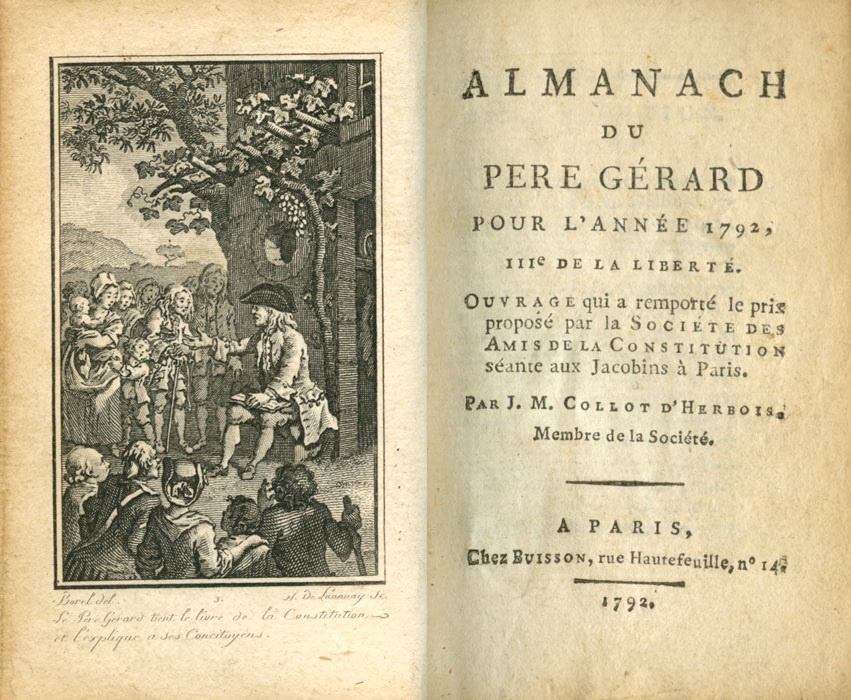
Frontispice d'une édition de l’Almanach du Père Gérard, imprimée à Paris en 1792.

L'Almanach du père Gérard est un almanach de l'année 1792, dont les textes ont été rédigés par Jean-Marie Collot d'Herbois. 
Conçu sous la forme d'un dialogue entre l'ancien député Michel Gérard et les habitants de son village, il explique les bienfaits de la Constitution adoptée par l'Assemblée nationale en septembre 1791. L'ouvrage remporta un concours organisé par le club des jacobins.

## Un almanach lauréat d'un concours organisé par le club des Jacobins

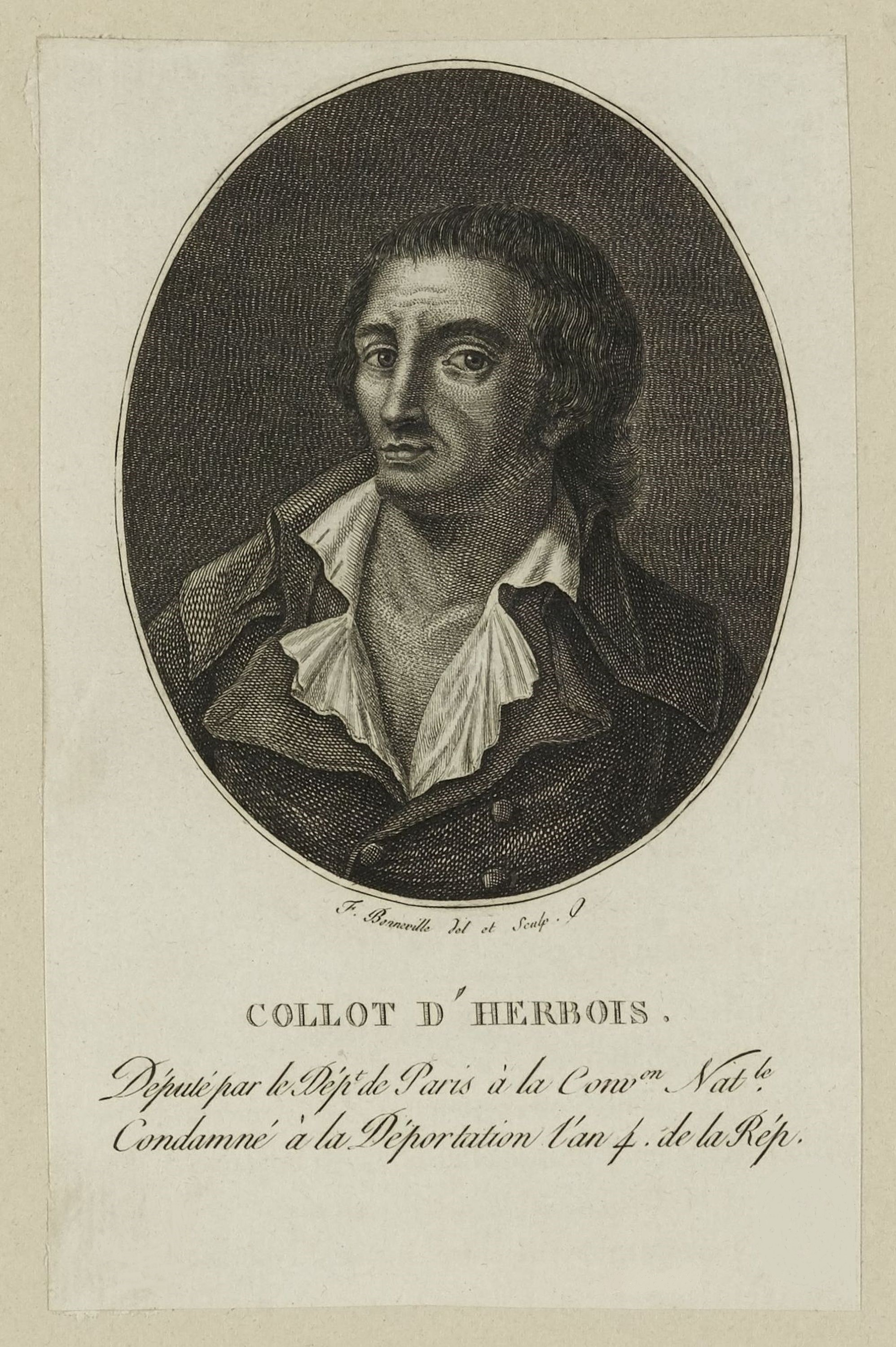
Jean Marie Collot d'Herbois, gravure de François Bonneville, fin du XVIIIe siècle.

La Constitution, dont la rédaction est achevée par l'Assemblée nationale en 1791, réorganise les institutions dans le cadre d'une monarchie constitutionnelle. La Société des Amis de la Constitution (plus connue sous le nom de club des Jacobins), apporte son soutien au texte adopté par l'Assemblée en septembre 1791 (au contraire du club des Cordeliers, qui, depuis la fuite de Varennes, réclame la fin de la monarchie). Elle ouvre, dès le 19 septembre 1791, un concours visant à désigner le meilleur ouvrage mettant en valeur la Constitution. Le 23 octobre 1791, elle annonce la victoire de Jean-Marie Collot d'Herbois (dramaturge, et adhérent actif du club des Jacobins) avec son Almanach du père Gérard, sélectionné parmi 42 textes candidats. Homme de théâtre, Collot d'Herbois avait hésité avec l'écriture d'une pièce. Il opta finalement pour un almanach, dans le but de toucher un plus grand nombre de Français.

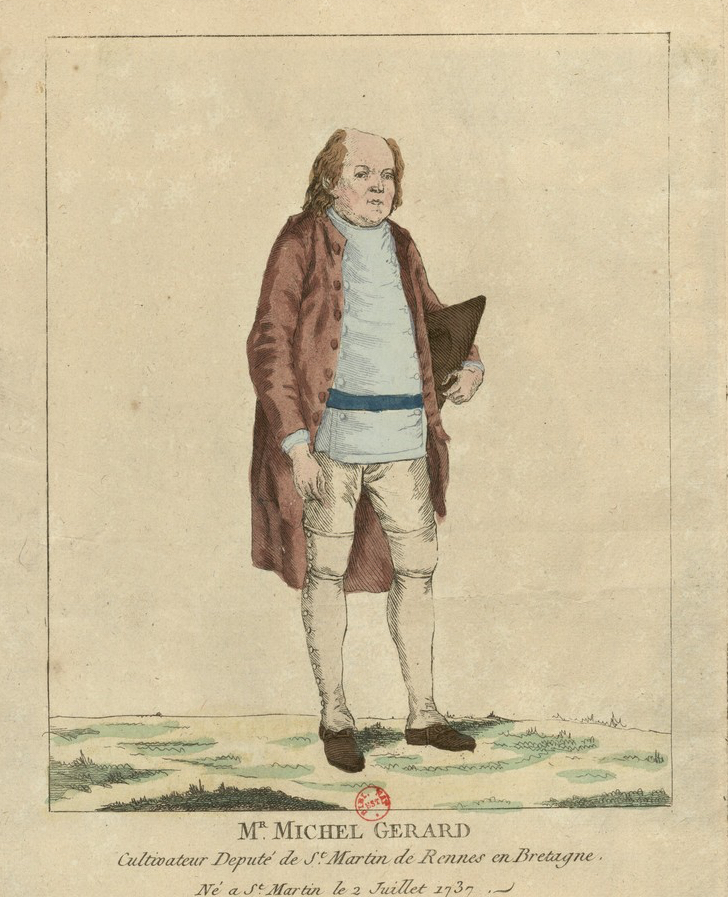
Gravure anonyme représentant Michel Gérard.

L'almanach est constitué d'un calendrier, pour l'année 1792, avec une page pour chaque mois, accompagné d'un dialogue imaginaire entre Michel Gérard et des habitants de son village.

## Michel Gérard, député-paysan
Michel Gérard (1737-1815), laboureur originaire de la paroisse de Montgermont, près de Rennes, avait été désigné, en 1789, député du tiers-état de la sénéchaussée de Rennes aux États généraux de 1789, puis était devenu député à l'Assemblée nationale. Venu à Versailles avec ses habits de cultivateur, il se démarqua des autres députés du tiers-état, issus de la bourgeoisie, et acquit une certaine célébrité.
Lorsque Collot d'Herbois s'attela à la rédaction de l'ouvrage demandé par le club des Jacobins, la figure populaire de ce député-paysan lui apparut comme le personnage idéal à mettre en scène pour vanter aux Français les mérites de la toute récente Constitution.

## L'Almanach du père Gérard, un témoin des idées du club des Jacobins en 1791

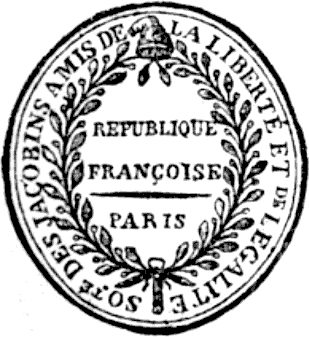
Sceau utilisé par le club des Jacobins dans ses manuscrits, 1792.

Le dialogue commence par une explication de ce qu'est une Constitution. Puis, le père Gérard en vient à expliquer les idées de nation et de souveraineté nationale, le principe de l'élection des administrateurs, la notion de loi, le principe de tolérance religieuse, l'organisation du nouveau système fiscal. 
Néanmoins, certaines hésitations peuvent manifester par endroit des réserves sur le nouveau régime. Au sujet du droit de veto suspensif accordé au roi par la nouvelle Constitution, il dit : « En prononçant le veto le roi doit examiner si la loi est bonne et nécessaire. S’il est trompé dans cet examen, il faut attendre le temps prescrit par la constitution, pour la fin de l’empêchement mis par son veto. Au reste, cette soumission qu’il doit lui-même avoir pour la loi est glorieuse pour lui ». 
Répondant à la question d’un paysan au sujet du titre de « restaurateur de la liberté » qui fut donné à Louis XVI dans la nuit du 4 août 1789, il répond : « c’est en acceptant la Constitution de 1791, en prenant l’engagement de la maintenir au-dedans, au dehors, qu’il a prouvé qu’il pourrait un jour mériter ce glorieux surnom ». Avec l'usage du conditionnel, on ressent à nouveau, au sujet du roi, la méfiance qui s'exprimait à l'époque parmi les Jacobins. Le club demeure acquis à l'idée d'une monarchie, mais avec certaines craintes concernant Louis XVI, depuis l'épisode de la fuite de Varennes. Ces craintes se transformèrent seulement plus tard, au cours de l'année 1792, en une hostilité des Jacobins au principe de la monarchie.
Dans un autre passage, au sujet de l'épiphanie, Collot d'Herbois fait dire au père Gérard : « J’aime cet ancien usage ; tirer un roi au sort ». C'est une allusion à l'opposition des Jacobins au principe d'une monarchie héréditaire (bien que cette hérédité était écrite dans la Constitution).
Au moment où Collot d'Herbois rédige les textes de son almanach, de nombreux députés ont quitté le club des Jacobins pour rejoindre celui des Feuillants, qui accorde une plus grande confiance au roi et ne remet pas en cause le principe d'hérédité de la monarchie. Parmi ces députés, on peut citer Michel Gérard, ce qui n'empêcha pas Collot d'Herbois de choisir cette figure populaire comme personnage principal de l'almanach.
Le personnage du père Gérard se soucie également du sort des esclaves, dans le passage suivant : « le nègre est souvent un bien bon, un brave homme. Est-ce qu’il y a une couleur de peau pour les vertus ? (...) Au reste m'est avis que les orateurs qui plaidaient si fort pour le despotisme des Blancs se sont furieusement noircis dans l'opinion publique. »

## Le succès de l'almanach
Il connut huit éditions en l'espace de quelques mois. Il fut publié en français puis en allemand, en flamand, en provençal, en breton et en anglais. Les clubs jacobins locaux jouèrent certainement un rôle important dans sa diffusion. Ce succès assura une grande célébrité à Collot d'Herbois. Il suscita également des réactions hostiles, des pastiches ou des réfutations émanant des milieux contre-révolutionnaires. On peut citer l'Almanach du père Maury.
L'ouvrage de Collot d'Herbois connut plusieurs rééditions au XIXe siècle, en particulier en 1830, puis dans les premières années de la Troisième République. Cependant, les historiens en ont retrouvé assez peu d’exemplaires. En breton, deux ont été conservés, dans les archives des bibliothèques municipales de Brest et de Cherbourg. La version bretonne est rééditée en 2003, aux éditions Skol vreizh, avec une préface et des commentaires de l'historien Michel Biard, biographe de Collot d'Herbois.

### Sources primaires
- Jean-Marie Collot d'Herbois, L'almanach du père Gérard : 1791. Le texte français et ses deux traductions en breton. Avec index général, Skol, 2003 (édition de l'almanach avec une préface et des commentaires de Michel Biard), présentation en ligne.